# Харламов Павло Васильович
Павло́ Васи́льович Харла́мов (25 червня 1924, село Гахово, нині Медвенського району Курської області Росії — 16 березня 2001 р., Донецьк, Україна) — український учений у галузі механіки. Член-кореспондент АН УРСР (1965). Заслужений діяч науки УРСР (1983).

## Біографія
Учасник Великої Вітчизняної війни. 1952 року закінчив Московський університет.
Працював в період 1952—1959 років — у Донецькому індустріальному інституті (згодом — Донецький політехнічний інститут); в 1959—1965 роках — в Інституті гідродинаміки Сибірського відділення АН СРСР; від 1965 року — в Інституті прикладної математики та механіки АН УРСР (завідувач відділу). Одночасно у 1966—1970 роках — завідувач кафедри Донецького університету, від 1972 року — професор Донецького політехнічного інституту.
Основні напрямки діяльності: загальна механіка, прикладна математика, диференціальні рівняння. Дослідження Харламова стосуються аналітичної динаміки твердого тіла.

## Нагороди, звання
Нагороджений орденом Червоної Зірки (1946), орденом Вітчизняної війни першого ступеня (1985), медалями.